# Saint-Clet
Saint-Clet (tiếng Breton: Sant-Kleve) là một xã của tỉnh Côtes-d'Armor, thuộc vùng Bretagne, tây bắc Pháp.

## Dân số
Người dân ở Saint-Clet được gọi là Saint-Clétois.